# Tomoya Ochiai
Tomoya Ochiai (født 18. juni 1987 i Tokyo) er en japansk basketballspiller som deltog i de olympiske lege 2020.